# Gyermekprostitúció
A gyermekprostitúció kifejezés olyan prostitúcióra utal, melyben az egyik fél gyermek. A „gyermekprostituált” definíció eltérő lehet, attól függően, hogy ki használja a kifejezést. Általában a gyermeket úgy definiálják, mint egy a 18. életévét még be nem töltött személyt.
A gyermekjogi konvencióhoz tartozó, a gyermekkereskedelemről, gyermekprostitúcióról és gyermekpornográfiáról szóló opcionális ajánlás kifejti, hogy a gyermekprostitúció a gyakorlatban az, amikor egy gyereket mások szexuális tevékenységre használnak pénzbeli vagy anyagi ellenszolgáltatás vagy testi-lelki terror, illetve ezzel való fenyegetés következtében. A pénzbeli és egyéb ellenszolgáltatást a gyereknek vagy egy harmadik személynek adják.
Legáltalánosabb jelentésben a gyermekprostitúció azt jelenti, hogy a gyerek olyan tevékenységéből profitálnak, amelyek során a gyereket szexuális célokra elérhetővé teszi egy közvetítő személy (strici), aki ellenőrzi vagy felügyeli a gyerek profitszerző tevékenységét.
A Nemzetközi Munkaügyi Szervezet (ILO) a gyermekmunka legrosszabb formáiról szóló 1999-es egyezmény (Konvenció száma 182) gondoskodik arról, hogy a szexuális kihasználás, a kerítői tevékenység vagy egy gyerek prostituálásának felajánlása az egyike a gyermekmunka legrosszabb formáinak. Ezt az egyezményt 1999-ben fogadták el, az elfogadó országok gondoskodtak arról, hogy ratifikálják. Az eljárás rendkívül elhúzódott, így ez volt a leggyorsabb ratifikációs eljárást az ILO történetében 1919 óta.
A gyermekprostitúció a részét képezi a gyermekek üzleti jellegű szexuális kihasználásának (commercial sexual exploitation of children (CSEC)) és néha kapcsolatba kerül a gyermekek szexuális célú üzérkedésével és a gyermekpornográfiával. A gyerekszex turizmus is a gyermekprostitúció kategóriájába esik.

## Terminológia
A gyermekprostitúciót néha úgy írják le, mint a gyerekek üzleti jellegű szexuális kihasználásának (commercial sexual exploitation of children (CSEC)) tágabb koncepcióját. Habár a gyermekprostitúció kizárja a CSEC másfajta meghatározott megjelenési formáját, olyat mint az üzleti jellegű szexuális kihasználás, gyermekházasság, hazai gyermekmunka és gyermekekkel történő szexuális célú üzérkedés.
Ez volt a korlátozása a gyermekprostitúció terminusának, ami elvezetett az 1990-es évekre a „gyermekek kereskedelmi szexuális kizsákmányolása” terminus fejlődéséhez, vagyis a CVE-hez, ami egy átfogóbb leírása a szexuális kereskedelem speciális formájának, ami magában foglalja a gyermekekkel való kereskedést is. Mindazonáltal a „gyermekprostitúció” kifejezés megmaradt a hétköznapi nyelvben és valójában ez a szóhasználat ágyazódott be a nemzetközi jogi eszközökbe.
Sokan azt hiszik, hogy a „gyermekprostitúció” és a „gyermekprostituált” kifejezéseknek problematikus mellékjelentéseik, hangulati tartalmuk van. Állítják, hogy ez önmagukban a kifejezések miatt van, melyek elégtelenek arra, hogy nyilvánvalóvá tegyék: a gyerekek nem képesek maguk tájékozottan dönteni. Egy prostituálttá váló gyermek cselekményét gyakran egy másik társaság hajtja végre, ahogyan azt a gyermekkereskedelemről, gyermekprostitúcióról és gyermekpornográfiáról szóló különjelentésben megfogalmazott definíció állítja.

## Az okok és az összefüggés
A gyermekeket gyakran a társadalom szerkezete és az egyéni tényezők olyan helyzetekbe taszítják, amelyekben a felnőttek kihasználják sebezhetőségüket, szexuálisan kizsákmányolják, és meggyalázzák őket. A szerkezet és a tényezők szokás szerint egyesítik erőiket, hogy belekényszerítsenek egy gyereket a szexuális kereskedelembe, pl. a gyermekprostitúció gyakran következik az előbbi szexuális visszaélésből (sokszor a gyermek otthonában).
A gyermekprostitúciót rendszerint olyan szokatlan környezetekben folytatják, mint bárok, klubok vagy otthonok, utcák - egy társadalmilag letiport, lepukkadt helyen. Néha nem megszervezett, de gyakran az is lehet, kis arányban egyéni közvetítőn, stricin keresztül, nagyobb arányban pedig bűnhálózatokon át.
A gyermekek szintén elkötelezettek a prostitúcióban, amikor a szexualitásért cserébe nem alapszükségleteket kapnak, mint szállás, étel, öltözködés vagy biztonság; hanem plusz zsebpénzt vagy hőn áhított fogyasztási javakat. A „zsebpénz-prostitúciónak” a szubkultúrája megtalálható számos fogyasztói társadalomban, ahol kiskorú fiúk és lányok a szexuális szolgáltatásaikat készpénzre vagy drága ajándékokra váltják. Japánban ezt „endzso kószai”-nak (援助交際; Hepburn: enjo kōsai), azaz „támogatott randizás”-nak hívják, Németországban "Schulmädchen-Strich/Strichjunge", azaz „diáklányok utcai prostitúciójá”-nak vagy „hímringyóság”-nak.
Ezek a kamaszok olyan feltételek mellett „dolgoznak”, amelyek máshol tökéletesen normálisnak tűnhetnek. Az „endzso kószai”, a fizetett/megtérített randizás gyakorlata Japánban a legjobb példa erre. Habár ez inkább az önkéntes meghatározásba sorolható, mint a manipuláció kategóriájába.
A prostituált gyermekek megélhetési és munkafeltételei gyakran kifogásolhatóak. Az ilyen gyermekek jellemzően alulfizetettek vagy egyáltalán nem kapnak fizetést. Egészségtelen feltételek mellett tartják őket, megtagadván egy tisztább, orvosi gondozásban való részesülést. Folyamatosan megalázottként tekintenek a gyermekekre, s az erővel való fenyegetés fogolyként marasztalja őket. Ezeknek a fenyegetéseknek a természete lehet fizikai vagy pszichológiai egyaránt.
»Amióta néhány szex-turista már használhat prostitúcióba keveredett gyerekeket, megvitatták, hogy azok „klienseinek” többsége a helyi népség helyett van, azt pótolja.« - Idézve egy könyv borítójának hátoldaláról.
Az ázsiai szex-kereskedelemről gyakran azt feltételezik, hogy túlnyomórészt a külföldieket szolgálja ki. A szex-rabszolgák viszont ezt a hitet megfordítják, hiszen a mutatók szerint, mialatt a nyugati szex-turisták játsszák az ipar feltörekvésében a főszerepet, Ázsia szexben dolgozóinak, így gyermekprostituáltjainak is elsődleges fogyasztói körét többnyire ázsiai férfiak teszik ki.

## Tilalom
Mialatt a felnőtt prostitúció legalitása a világ különböző pontjain eltérő képet mutat, a gyermekprostitúció a legtöbb európai országban egyöntetűen illegális. Továbbá, számos olyan ország, amelynek polgárai gyakran elkötelezettek a nemzetközi „gyermekbeszerzésben”, mint az USA, Ausztrália és Európa, egész világra kiterjedő jogi orvoslást kényszerítenek a honfitársaikra, amikor külföldre utaznak.
Mint korábban említettük, némely olvasmány a kamaszprostitúciót 13-17 éves kor között határolja be, de a legelterjedtebb közönséges meghatározása egy gyereknek: az a személy, aki 18 éves kor alatt van. A legutóbbi definíciót az ILO Gyermekmunka Legrosszabb Formái Megállapodás alkalmazza. (A gyermekprostitúciót rendszerint az összes 18 év alatti személyre feltételezik.)
Némely ország törvényei különbséget tesznek a kamasz prostitúció és a fiatalabb gyermekek prostitúciója között. Például a thai kormány a kamaszprostitúciót 15-18 év között határozza meg, mialatt a japán 13-18 között értelmezi. A különbségtétel alapja az lehet, hogy az idősebb gyerekek már feltételezhetően képesek legálisan is szexelni, miközben a fiatalabb gyermekekkel való szexuális közösülés automatikusan törvénytelen, mint nemi erőszak. A kamaszprostitúció definíciója néhány országban nincs összefüggésben a hozzájáruló törvényekben lefektetett életkorral. A Kínai Népköztársaságban nemcsak a prostitúció minden formája illegális, de szexuális kapcsolatba lépni bárkivel 14 éves kor alatt sokkal súlyosabb bűncselekménynek számít, mint egy felnőttön alkalmazott nemi erőszak.

## Kiterjedés
1992-ben a kutató és tudós Ron O’Grady a gyermekprostituáltak számát 1 millióra becsülte.
2001-ben Dr. Richard Estes és Dr. Neil Alan Weiner úgy becsülte, hogy az Egyesült Államokban 162 000 amerikai fiatalkorú hajléktalan esett áldozatul üzleti jellegű szexuális kihasználásnak (CVE) és az otthonokban (közösségi, nevelőotthon) üzleti jellegű szexuális kihasználást szenvedett gyerekek számát 57 800-ra becsülték. Így azt becsülték, hogy a nevelőintézetben lévő gyerekek 30%-a és a hajléktalan fiatalok 70%-a esett áldozatul szexuális kihasználásnak az Egyesült Államokban.
Az USA-ban minden harmadik, utcán lévő prostituált 18 év alatti, amíg a nem utcai prostituáltak ötven százaléka fiatalabb 18 évnél. A nem utcai prostitúció magában foglalja a masszázsszalonokat, sztriptízklubokat és a kísérő szolgáltatásokat. Estes és Weiner szerint az USA-ban 12-14 év az átlagos kor, amikor a 17 év alatti lányok elkezdik a prostitúciót, amíg a prostitúció elkezdésének az átlagos kora 11 és 13 év közé esik.
Ukrajnában, a 2001 és 2003 között a „La Strada-Ukraine” csoport által vezetett kutatás 106 nőből álló mintán alapult. Az Ukrajnából eladott prostituáltak közül 3% volt 18 év alatti, és az USA külügyminisztériuma az jelentette, hogy 2004-ben a kiskorúakkal történő kereskedés nőtt.
Thaiföldön a társadalmi szervezetek úgy becsülték, hogy a prostituáltak több mint harmada 18 év alatti gyermek. A vietnámi gyermekprostitúcióról szóló ILO tanulmány arról tudósít, hogy a gyermekprostitúció előfordulása folyamatosan emelkedik és a 18 év alatti gyerekek 5%-20%-a függ a prostitúciótól ezen a földrajzi területen.
A Fülöp-szigeteken az UNICEF becslése szerint 60 000 prostituált gyermek van és a 200 bordélyházból több is a hírhedt Angeles City-ben gyermekeket is kínál szexuális célból.
Indiában mintegy 200 000 nepáli, többségükben 14 év alatti lányt adtak el piros lámpás körzetekbe. A nepáli nők, különösen a szűz lányok, igen kedveltek Indiában szép bőrük és fiatal külsejük miatt. Minden évben kb. 10 000, 9 és 16 év közötti nepáli lányt adnak el bordélyházaknak Indiában.
Az ECPAT Új-Zéland és a Stop az Igényeknek Alapítvány egy jelentése „Az új-zélandi szex-ipar természete és kiterjedése”, egy rendőri kérdőív az új-zélandi szex-iparról, amelyben 210 18 év alatti gyermeket azonosítottak, mint szex-eladót, s akiknek háromnegyede egy rendőri kerületben koncentrálódik.
Az ENSZ Gyermekkereskedelemről, Gyermekprostitúcióról és Gyermekpornográfiáról szóló Különleges Jelentése kb. 1 millió főre becsüli azon gyermek számát, akik az ázsiai szex-kereskedelemnek estek áldozatul. Az ILO szerint a probléma főként Koreában, Thaiföldön, Sri Lankában, Vietnámban, Kambodzsában és Nepálban ölt ijesztő méreteket.
A kanadai kormány alapította, és 6 ENSZ ügynökség támogatta Középkelet/Kelet-Európa Világnézet 2006-os jelentése szerint a gyermekek szexuális, a gyermek és a feléjük irányuló szexuális erőszak növekvő tendenciát mutat; és Oroszország fokozatosan a gyermek szexuális turizmus új célpontjává válik, sőt, némely tanulmány azt panaszolja, hogy Moszkva szexben dolgozóinak közel 20-25%-a kiskorú.
Számos afrikai és dél-ázsiai országban szembe kell nézni az egyre növő gyermekprostitúció mutató értékével és a turizmus nyilvánvalóságával. A szexuális kizsákmányolásra irányuló gyermekprostitúció és -üzérkedés Európában, Észak-Amerikában, Japánban és Ausztráliában is feltörekvőben van.
Rio de Janeiróban, a Városi Társadalmi Megsegítési Titkárság becsült értéke alapján 223 gyermekprostituált van, mind fiúk mind lányok egyaránt. Néhányuk transzvesztita. A tranzakciók számos esetben striciken keresztül zajlanak, a díjazásuk 1-15 US$ között mozog. A gyermekek 10-től 17 évesekig előfordulnak, s ami a legrosszabb, a családok esetenként szintén érintettek ebben a prostitúcióban.

## Lásd még
- prostitúció
- szexturizmus
- szexualitás
- pedofília
- gyermekkereskedelem